# 스타 서바이벌 동거동락
《스타 서바이벌 동거동락》은 대한민국의 방송사 문화방송에서 목표달성! 토요일의 코너로 방영되었던 서바이벌 프로그램이다.

## 진행 방식
매주 합숙소에서 게임을 펼쳐 한명씩 탈락하는 서바이벌 방식

## 동거동락 1기(2000년)

### 멤버
- 잘생긴 팀 : 유승준, 박경림, 이범수, 강현수, 이제니, Fly to the sky(환희, 브라이언)
- 못생긴 팀 : 김성수, 박지윤, 김종석, 양미라, UN(김정훈, 최정원)

## 동거동락 2기(2001년)

### 멤버
- 잘생긴 팀 : 김정민, 제이, 강성훈, 구본승, 김원희, 김진, Click-B(김상혁, 오종혁)
- 못생긴 팀 : 김건모, 김인권, 김종국, 김현정, 진희경, 송은이, 신화(신혜성, 이민우, 전진)

## 동거동락 3기(2002년)

### 멤버
- This 팀 : 윤정수, 배기성(캔), jtL(장우혁, 토니안, 이재원), 오진환(원타임), 안선영, 심은진(베이비복스)
- That 팀 : 컨츄리 꼬꼬(탁재훈, 신정환), 이지훈, 이성진(NRG), 송백경(원타임), 채정안, 황보(샤크라), 간미연(베이비복스), 최준호(엑스라지)

## 역대 게임

### 방석 퀴즈
문제를 듣고 정답을 알면 방석을 들고 정답을 말한다.

### 방빼 퀴즈
각 팀당 4칸의 방이 있다. 정답을 맞히면 한칸씩 방을 뺏는다.

### 온 몸으로 말해요
주어진 주제에 맞는 단어를 몸짓으로 설명한다.

### 비몽 사몽
주어진 노래를 듣거나 미션을 보고 3시간 동안 취침 후 미션을 수행한다.

## 특징

### 게스트 제도
매번 탈락할 때마다 팀원 수가 모자랄 경우 매주 게스트를 영입해 팀 대결을 한다. 게스트도 탈락자 투표를 하지만 탈락자 대상에서는 제외된다.

### 팀원 영입
각 팀의 인원수가 다를 때 팀원 수에 맞추기 위해 상대 팀의 멤버를 영입하기도 한다.